# Cristina Urgel
Cristina Urgel (ur. 5 kwietnia 1979 w Soria) – hiszpańska aktorka i prezenterka.

## Życie i kariera
Urodziła się w Soria, jednak większość swojego życia spędziła w Logroño. W 1997 roku, w czasie studiów razem z m.in. Adrianem Calvo, Rubenem Hernandezem czy Diego Sanchezem na Instituto Sagasta, próbowała szczęścia w Miss Hiszpanii, będąc wśród 8 finalistek. Świadoma swoich warunków muzycznych i ograniczeń, próbowała swoich sił także w tańcu, fotografii czy modelingu. 
W latach 2004–2005 była prezenterką muzycznego programu MTV Hiszpania. Latem 2007 roku była prezenterką teleturnieju "El Grand Prix del verano" wraz z Bertínem Osbornem. 
W tym samym czasie, kiedy pracowała jako prezenterka, zadeiutowała jako aktorka. Pojawiła się w kilku serialach tj. "El comisario", "Ana y los siete", "El auténtico Rodrigo Leal", czy "La Dársena de Poniente".
Od końca 2007 do listopada 2008 roku, podróżowała po całej Hiszpanii wystawiając sztukę "Bajarse al moro" w reżyserii José Luisa Alonso de Santosa.
8 czerwca 2009 roku została reporterką programu "Sé lo que hicisteis..." stacji laSexta. W listopadzie 2009 przeszła do stacji Cuatro i rozpoczęła pracę w programie "Vaya tropa", będący adaptacją "Vaya semanita" stacji ETB. 
12 lutego 2010 roku odbyła się premiera spektaklu "Tonto ella, tonto él" w Teatro Infanta Isabel de Madrid, gdzie wystąpiła u boku Canco Rodríguez czy Deborah Ombres. 
W tym samym roku zadebiutowała w stacji Antena 3 w programie "Adivina quién viene a cenar". Pod koniec roku rozpoczęła zdjęcia do telenoweli "Królowa Południa", która światową premierę miała w 2011 roku.
28 grudnia 2010 roku wraz z Juan y Medio i Juanmą López Iturriagą poprowadziła galę "Inocente 2010". W 2011 roku również z Juan y Medio była prowadzącą gali "la noche de los inocentes 2011". 
W 2012 roku wcieliła się w rolę Evy Hernández w serialu historycznym "Bandolera".

## Filmografia
- 2004: El comisario
- 2004-2005: Ana y los 7
- 2005: El pasado es mañana
- 2005: El auténtico Rodrigo Leal jako Carmen Morena
- 2006: La dársena de poniente jako Carla Bazán
- 2008: Fuera de lugar
- 2011: Królowa Południa (La Reina del Sur) jako Patricia O'Farrell
- 2012: Bandolera jako Eva Hernández